# Coppa Italia Serie D 2000-2001
La Coppa Italia Serie D 2000-2001, seconda edizione della manifestazione, è iniziata il 26 agosto 2000 ed è terminata il 25 aprile 2001 con la vittoria del Todi.

## Regolamento
La formula dell'edizione 2000-2001 della Coppa Italia Serie D è rimasta invariata rispetto alla precedente. Nella prima fase le 162 squadre di Serie D vengono raggruppate sia in gare di andata e ritorno che in triangolari. In seguito vi sono i trentaduesimi di finale, i sedicesimi, gli ottavi, i quarti, le semifinali e la finale.

### Primo turno
| Squadra 1                                | Totale | Squadra 2        | Andata | Ritorno          |
| ---------------------------------------- | ------ | ---------------- | ------ | ---------------- |
| andata (27/08/2000) ritorno (27/09/2000) |        |                  |        |                  |
| Bra                                      | 2 - 1  | Cuneo            | 1 - 0  | 1 - 1            |
| Sanremese                                | 6 - 1  | Imperia          | 4 - 1  | 2 - 0            |
| Savona                                   | 3 - 1  | Sestrese         | 1 - 0  | 2 - 1            |
| Valenzana                                | 2 - 3  | Casale           | 2 - 0  | 0 - 3            |
| Oggiono                                  | 0 - 1  | Bergamasca       | 0 - 0  | 0 - 1            |
| Rodengo Saiano                           | 2 - 2  | Romanese         | 2 - 2  | 0 - 0            |
| Seregno                                  | 4 - 3  | Pro Lissone      | 1 - 2  | 3 - 1            |
| Trento                                   | 5 - 0  | Condinese        | 3 - 0  | 2 - 0            |
| Martellago                               | 1 - 5  | Santa Lucia      | 0 - 2  | 1 - 3            |
| Legnago                                  | 1 - 3  | Poggese          | 1 - 2  | 0 - 1            |
| Virtus Castelfranco                      | 3 - 2  | Fiorano          | 0 - 1  | 3 - 1            |
| Jesi                                     | 5 - 2  | Vigor Senigallia | 2 - 1  | 3 - 1            |
| Camaiore                                 | 3 - 3  | Versilia         | 1 - 2  | 2 - 1(3-4 dcr)   |
| Sestese                                  | 4 - 4  | Fortis Juventus  | 2 - 3  | 2 - 1            |
| Grosseto                                 | 4 - 3  | Venturina        | 3 - 2  | 1 - 1            |
| Castrense                                | 2 - 2  | Todi             | 2 - 2  | 0 - 0            |
| Rieti                                    | 3 - 4  | Cesi             | 1 - 0  | 2 - 4            |
| Tivoli                                   | 2 - 2  | Monterotondo     | 0 - 0  | 2 - 2            |
| Bojano                                   | 2 - 2  | Isernia          | 1 - 1  | 1 - 1(13-14 dcr) |
| Termoli                                  | 1 - 6  | Manfredonia      | 0 - 1  | 1 - 5            |
| Melfi                                    | 1 - 3  | Potenza          | 1 - 1  | 0 - 2            |
| Barletta                                 | 3 - 3  | Rutigliano       | 1 - 1  | 2 - 2            |
| Materasassi                              | 2 - 3  | Altamura         | 1 - 0  | 1 - 3            |
| Pro Italia Galatina                      | 3 - 3  | Brindisi         | 3 - 2  | 0 - 1            |
| Casarano                                 | 3 - 3  | Taurisano        | 2 - 2  | 1 - 1            |
| Vibonese                                 | 0 - 2  | Vigor Lamezia    | 0 - 1  | 0 - 1            |
| Siderno                                  | 1 - 1  | Locri            | 1 - 0  | 0 - 1(4-3 dcr)   |
| Paternò                                  | 2 - 1  | Milazzo          | 1 - 1  | 1 - 0            |
| Orlandina                                | 5 - 1  | Cephaledium      | 2 - 0  | 3 - 1            |
| Ragusa                                   | 16 - 0 | Vittoria         | 8 - 0  | 8 - 0            |

#### Gruppo 1
| Squadra        | P.ti | G | V | N | P | GF | GS | DR |
| -------------- | ---- | - | - | - | - | -- | -- | -- |
| 1. Rivoli      | 6    | 2 | 2 | 0 | 0 | 7  | 4  | +3 |
| 2. Volpiano    | 3    | 2 | 1 | 0 | 1 | 4  | 4  | 0  |
| 3. Sangiustese | 0    | 2 | 0 | 0 | 2 | 3  | 6  | -3 |

| 27 agosto 2000 | Rivoli | 4 – 2 | Sangiustese |  |

| 13 settembre 2000 | Sangiustese | 1 – 2 | Volpiano |  |

| 28 settembre 2000 | Volpiano | 2 – 3 | Rivoli |  |

#### Gruppo 2
| Squadra          | P.ti | G | V | N | P | GF | GS | DR |
| ---------------- | ---- | - | - | - | - | -- | -- | -- |
| 1. Ivrea         | 6    | 2 | 2 | 0 | 0 | 5  | 1  | +4 |
| 2. Borgosesia    | 1    | 2 | 0 | 1 | 1 | 2  | 4  | -2 |
| 3. Valle d'Aosta | 1    | 2 | 0 | 1 | 1 | 1  | 3  | -2 |

| 27 agosto 2000 | Valle d'Aosta | 0 – 2 | Ivrea |  |

| 13 settembre 2000 | Borgosesia | 1 – 1 | Valle d'Aosta |  |

| 27 settembre 2000 | Ivrea | 3 – 1 | Borgosesia |  |

#### Gruppo 3
| Squadra        | P.ti | G | V | N | P | GF | GS | DR |
| -------------- | ---- | - | - | - | - | -- | -- | -- |
| 1. Gravellona  | 4    | 2 | 1 | 1 | 0 | 3  | 2  | +1 |
| 2. Verbania    | 2    | 2 | 0 | 2 | 0 | 2  | 2  | 0  |
| 3. Borgomanero | 1    | 2 | 0 | 1 | 1 | 2  | 3  | -1 |

| 27 agosto 2000 | Borgomanero | 1 – 2 | Gravellona |  |

| 13 settembre 2000 | Verbania | 1 – 1 | Borgomanero |  |

| 27 settembre 2000 | Gravellona | 1 – 1 | Verbania |  |

#### Gruppo 4
| Squadra     | P.ti | G | V | N | P | GF | GS | DR |
| ----------- | ---- | - | - | - | - | -- | -- | -- |
| 1. Pavia    | 4    | 2 | 1 | 1 | 0 | 3  | 2  | +1 |
| 2. Voghera  | 2    | 2 | 0 | 2 | 0 | 3  | 3  | 0  |
| 3. Derthona | 1    | 2 | 0 | 1 | 1 | 3  | 4  | -1 |

| 27 agosto 2000 | Voghera | 2 – 2 | Derthona |  |

| 13 settembre 2000 | Pavia | 1 – 1 | Voghera |  |

| 27 settembre 2000 | Derthona | 1 – 2 | Pavia |  |

#### Gruppo 5
| Squadra        | P.ti | G | V | N | P | GF | GS | DR |
| -------------- | ---- | - | - | - | - | -- | -- | -- |
| 1. Fanfulla    | 4    | 2 | 1 | 1 | 0 | 4  | 3  | +1 |
| 2. Brera       | 4    | 2 | 1 | 1 | 0 | 3  | 2  | +1 |
| 3. Sant'Angelo | 0    | 2 | 0 | 0 | 2 | 3  | 5  | -2 |

| 26 agosto 2000 | Sant'Angelo Lodigiano | 2 – 3 | Fanfulla |  |

| 14 settembre 2000 | Brera | 2 – 1 | Sant'Angelo Lodigiano |  |

| 27 settembre 2000 | Fanfulla | 1 – 1 | Brera |  |

#### Gruppo 6
| Squadra                  | P.ti | G | V | N | P | GF | GS | DR |
| ------------------------ | ---- | - | - | - | - | -- | -- | -- |
| 1. Pizzighettone         | 6    | 2 | 2 | 0 | 0 | 4  | 1  | +3 |
| 2. Sancolombano          | 3    | 2 | 1 | 0 | 1 | 3  | 3  | +0 |
| 3. Frassati Codogno 1908 | 0    | 2 | 0 | 0 | 2 | 1  | 4  | -3 |

| 27 agosto 2000 | Frassati Codogno 1908 | 0 – 2 | Pizzighettone |  |

| 13 settembre 2000 | Sancolombano | 2 – 1 | Frassati Codogno 1908 |  |

| 27 settembre 2000 | Pizzighettone | 2 – 1 | Sancolombano |  |

#### Gruppo 7
| Squadra       | P.ti | G | V | N | P | GF | GS | DR |
| ------------- | ---- | - | - | - | - | -- | -- | -- |
| 1. Thiene     | 6    | 2 | 2 | 0 | 0 | 4  | 1  | +3 |
| 2. Montecchio | 1    | 2 | 0 | 1 | 1 | 2  | 3  | -1 |
| 3. Arzignano  | 1    | 2 | 0 | 1 | 1 | 1  | 3  | -2 |

| 27 agosto 2000 | Arzignano | 1 – 1 | Montecchio |  |

| 13 settembre 2000 | Thiene | 2 – 0 | Arzignano |  |

| 27 settembre 2000 | Montecchio | 1 – 2 | Thiene |  |

#### Gruppo 8
| Squadra           | P.ti | G | V | N | P | GF | GS | DR |
| ----------------- | ---- | - | - | - | - | -- | -- | -- |
| 1. Luparense      | 6    | 2 | 2 | 0 | 0 | 4  | 2  | +2 |
| 2. Bassano Virtus | 1    | 2 | 0 | 1 | 1 | 2  | 3  | -1 |
| 3. Tezze          | 1    | 2 | 0 | 1 | 1 | 2  | 3  | -1 |

| 27 agosto 2000 | Luparense | 2 – 1 | Bassano Virtus |  |

| 13 settembre 2000 | Bassano Virtus | 1 – 1 | Tezze |  |

| 27 settembre 2000 | Tezze | 1 – 2 | Luparense |  |

#### Gruppo 9
| Squadra      | P.ti | G | V | N | P | GF | GS | DR |
| ------------ | ---- | - | - | - | - | -- | -- | -- |
| 1. Pievigina | 4    | 2 | 1 | 1 | 0 | 3  | 2  | +1 |
| 2. Pordenone | 4    | 2 | 1 | 1 | 0 | 3  | 2  | +1 |
| 3. Belluno   | 0    | 2 | 0 | 0 | 2 | 2  | 4  | -2 |

| 27 agosto 2000 | Pordenone | 1 – 1 | Pievigina |  |

| 13 settembre 2000 | Belluno | 1 – 2 | Pordenone |  |

| 27 settembre 2000 | Pievigina | 2 – 1 | Belluno |  |

#### Gruppo 10
| Squadra        | P.ti | G | V | N | P | GF | GS | DR |
| -------------- | ---- | - | - | - | - | -- | -- | -- |
| 1. Portogruaro | 4    | 2 | 1 | 1 | 0 | 3  | 2  | +1 |
| 2. Sanvitese   | 2    | 2 | 0 | 2 | 0 | 2  | 2  | +0 |
| 3. Palmanova   | 1    | 2 | 0 | 1 | 1 | 2  | 3  | -1 |

| 27 agosto 2000 | Portogruaro-Summaga | 2 – 1 | Palmanova |  |

| 13 settembre 2000 | Palmanova | 1 – 1 | Sanvitese |  |

| 27 settembre 2000 | Sanvitese | 1 – 1 | Portogruaro-Summaga |  |

#### Gruppo 11
| Squadra            | P.ti | G | V | N | P | GF | GS | DR |
| ------------------ | ---- | - | - | - | - | -- | -- | -- |
| 1. Itala San Marco | 6    | 2 | 2 | 0 | 0 | 2  | 0  | +2 |
| 2. Pro Gorizia     | 3    | 2 | 1 | 0 | 1 | 2  | 2  | +0 |
| 3. Sevegliano      | 0    | 2 | 0 | 0 | 2 | 1  | 3  | -2 |

| 27 agosto 2000 | Itala San Marco | 1 – 0 | Sevegliano |  |

| 13 settembre 2000 | Sevegliano | 1 – 2 | Pro Gorizia |  |

| 27 settembre 2000 | Pro Gorizia | 0 – 1 | Itala San Marco |  |

#### Gruppo 12
| Squadra                 | P.ti | G | V | N | P | GF | GS | DR |
| ----------------------- | ---- | - | - | - | - | -- | -- | -- |
| 1. Adriese              | 2    | 2 | 0 | 2 | 0 | 2  | 2  | +0 |
| 2. Chioggia Sottomarina | 2    | 2 | 0 | 2 | 0 | 2  | 2  | +0 |
| 3. Rovigo               | 2    | 2 | 0 | 2 | 0 | 2  | 2  | +0 |

| 27 agosto 2000 | Chioggia Sottomarina | 1 – 1 | Adriese |  |

| 13 settembre 2000 | Rovigo | 1 – 1 | Chioggia Sottomarina |  |

| 27 settembre 2000 | Adriese | 1 – 1 | Rovigo |  |

#### Gruppo 13
| Squadra           | P.ti | G | V | N | P | GF | GS | DR |
| ----------------- | ---- | - | - | - | - | -- | -- | -- |
| 1. Bagnolese      | 3    | 2 | 1 | 0 | 1 | 4  | 2  | +2 |
| 2. Crociati Parma | 3    | 2 | 1 | 0 | 1 | 3  | 3  | +0 |
| 3. Fidenza        | 3    | 2 | 1 | 0 | 1 | 2  | 4  | -2 |

| 27 agosto 2000 | Crociati Parma | 2 – 1 | Bagnolese |  |

| 14 settembre 2000 | Bagnolese | 3 – 0 | Fidenza |  |

| 27 settembre 2000 | Fidenza | 2 – 1 | Crociati Parma |  |

#### Gruppo 14
| Squadra                | P.ti | G | V | N | P | GF | GS | DR |
| ---------------------- | ---- | - | - | - | - | -- | -- | -- |
| 1. Mezzolara           | 6    | 2 | 2 | 0 | 0 | 3  | 0  | +3 |
| 2. Felsina San Lazzaro | 3    | 2 | 1 | 0 | 1 | 3  | 3  | +0 |
| 3. Baracca Lugo        | 0    | 2 | 0 | 0 | 2 | 1  | 4  | -3 |

| 27 agosto 2000 | Felsina San Lazzaro | 3 – 1 | Baracca Lugo |  |

| 13 settembre 2000 | Baracca Lugo | 0 – 1 | Mezzolara |  |

| 27 settembre 2000 | Mezzolara | 2 – 0 | Felsina San Lazzaro |  |

#### Gruppo 15
| Squadra                 | P.ti | G | V | N | P | GF | GS | DR |
| ----------------------- | ---- | - | - | - | - | -- | -- | -- |
| 1. Forlì                | 3    | 2 | 1 | 0 | 1 | 2  | 1  | +1 |
| 2. Santarcangiolese     | 3    | 2 | 1 | 0 | 1 | 2  | 2  | +0 |
| 3. Bellaria Igea Marina | 3    | 2 | 1 | 0 | 1 | 1  | 2  | -1 |

| 27 agosto 2000 | Bellaria Igea Marina | 1 – 0 | Forlì |  |

| 13 settembre 2000 | Forlì | 2 – 0 | Santarcangiolese |  |

| 27 settembre 2000 | Santarcangiolese | 2 – 0 | Bellaria Igea Marina |  |

#### Gruppo 16
| Squadra            | P.ti | G | V | N | P | GF | GS | DR |
| ------------------ | ---- | - | - | - | - | -- | -- | -- |
| 1. Riccione        | 6    | 2 | 2 | 0 | 0 | 5  | 1  | +4 |
| 2. Real Montecchio | 1    | 2 | 0 | 1 | 1 | 2  | 4  | -2 |
| 3. Fano            | 1    | 2 | 0 | 1 | 1 | 1  | 3  | -2 |

| 27 agosto 2000 | Fano | 1 – 1 | Real Montecchio |  |

| 13 settembre 2000 | Riccione | 2 – 0 | Fano |  |

| 27 settembre 2000 | Real Montecchio | 1 – 3 | Riccione |  |

#### Gruppo 17
| Squadra       | P.ti | G | V | N | P | GF | GS | DR |
| ------------- | ---- | - | - | - | - | -- | -- | -- |
| 1. Cerretese  | 6    | 2 | 2 | 0 | 0 | 5  | 3  | +2 |
| 2. Aglianese  | 3    | 2 | 1 | 0 | 1 | 5  | 4  | +1 |
| 3. Larcianese | 0    | 2 | 0 | 0 | 2 | 2  | 5  | -3 |

| 26 agosto 2000 | Cerretese | 3 – 2 | Aglianese |  |

| 13 settembre 2000 | Aglianese | 3 – 1 | Larcianese |  |

| 27 settembre 2000 | Larcianese | 1 – 2 | Cerretese |  |

#### Gruppo 18
| Squadra             | P.ti | G | V | N | P | GF | GS | DR |
| ------------------- | ---- | - | - | - | - | -- | -- | -- |
| 1. Castelfiorentino | 4    | 2 | 1 | 1 | 0 | 2  | 1  | +1 |
| 2. Fucecchio        | 3    | 2 | 1 | 0 | 1 | 3  | 2  | +1 |
| 3. Pontedera        | 1    | 2 | 0 | 1 | 1 | 2  | 4  | -2 |

| 27 agosto 2000 | Pontedera | 1 – 1 | Castelfiorentino |  |

| 13 settembre 2000 | Fucecchio | 3 – 1 | Pontedera |  |

| 27 settembre 2000 | Castelfiorentino | 1 – 0 | Fucecchio |  |

#### Gruppo 19
| Squadra         | P.ti | G | V | N | P | GF | GS | DR |
| --------------- | ---- | - | - | - | - | -- | -- | -- |
| 1. Poggibonsi   | 4    | 2 | 1 | 1 | 0 | 4  | 2  | +2 |
| 2. Sangimignano | 3    | 2 | 1 | 0 | 1 | 4  | 4  | +0 |
| 3. Colligiana   | 1    | 2 | 0 | 1 | 1 | 2  | 4  | -2 |

| 26 agosto 2000 | Colligiana | 1 – 1 | Poggibonsi |  |

| 13 settembre 2000 | Sangimignano | 3 – 1 | Colligiana |  |

| 27 settembre 2000 | Poggibonsi | 3 – 1 | Sangimignano |  |

#### Gruppo 20
| Squadra              | P.ti | G | V | N | P | GF | GS | DR |
| -------------------- | ---- | - | - | - | - | -- | -- | -- |
| 1. Altotevere        | 6    | 2 | 2 | 0 | 0 | 4  | 1  | +3 |
| 2. Foligno           | 3    | 2 | 1 | 0 | 1 | 3  | 4  | -1 |
| 3. Umbertide Tiberis | 0    | 2 | 0 | 0 | 2 | 3  | 5  | -2 |

| 27 agosto 2000 | Foligno | 0 – 2 | Altotevere |  |

| 13 settembre 2000 | Umbertide Tiberis | 2 – 3 | Foligno |  |

| 27 settembre 2000 | Altotevere | 2 – 1 | Umbertide Tiberis |  |

#### Gruppo 21
| Squadra         | P.ti | G | V | N | P | GF | GS | DR |
| --------------- | ---- | - | - | - | - | -- | -- | -- |
| 1. Tolentino    | 4    | 2 | 1 | 1 | 0 | 4  | 2  | +2 |
| 2. Civitanovese | 2    | 2 | 0 | 2 | 0 | 3  | 3  | +0 |
| 3. Monturanese  | 1    | 2 | 0 | 1 | 1 | 3  | 5  | -2 |

| 27 agosto 2000 | Monturanese | 2 – 2 | Civitanovese |  |

| 13 settembre 2000 | Tolentino | 3 – 1 | Monturanese |  |

| 27 settembre 2000 | Civitanovese | 1 – 1 | Tolentino |  |

#### Gruppo 22
| Squadra           | P.ti | G | V | N | P | GF | GS | DR |
| ----------------- | ---- | - | - | - | - | -- | -- | -- |
| 1. Sambenedettese | 4    | 2 | 1 | 1 | 0 | 4  | 2  | +2 |
| 2. Morro d'Oro    | 4    | 2 | 1 | 1 | 0 | 3  | 2  | +1 |
| 3. R.C. Angolana  | 0    | 2 | 0 | 0 | 2 | 2  | 5  | -3 |

| 27 agosto 2000 | Sambenedettese | 1 – 1 | Morro d'Oro |  |

| 13 settembre 2000 | R.C. Angolana | 1 – 3 | Sambenedettese |  |

| 27 settembre 2000 | Morro d'Oro | 2 – 1 | R.C. Angolana |  |

#### Gruppo 23
| Squadra       | P.ti | G | V | N | P | GF | GS | DR |
| ------------- | ---- | - | - | - | - | -- | -- | -- |
| 1. Astrea     | 6    | 2 | 2 | 0 | 0 | 4  | 1  | +3 |
| 2. Ladispoli  | 1    | 2 | 0 | 1 | 1 | 3  | 4  | -1 |
| 3. Ostia Mare | 1    | 2 | 0 | 1 | 1 | 4  | 6  | -2 |

| 27 agosto 2000 | Astrea | 3 – 1 | Ostia Mare |  |

| 13 settembre 2000 | Ostia Mare | 3 – 3 | Ladispoli |  |

| 27 settembre 2000 | Ladispoli | 0 – 1 | Astrea |  |

#### Gruppo 24
| Squadra      | P.ti | G | V | N | P | GF | GS | DR |
| ------------ | ---- | - | - | - | - | -- | -- | -- |
| 1. Latina    | 6    | 2 | 2 | 0 | 0 | 3  | 1  | +1 |
| 2. Aprilia   | 3    | 2 | 1 | 0 | 1 | 3  | 3  | +0 |
| 3. Terracina | 0    | 2 | 0 | 0 | 2 | 1  | 3  | -2 |

| 27 agosto 2000 | Latina | 2 – 1 | Aprilia |  |

| 13 settembre 2000 | Aprilia | 2 – 1 | Terracina |  |

| 27 settembre 2000 | Terracina | 0 – 1 | Latina |  |

#### Gruppo 25
| Squadra      | P.ti | G | V | N | P | GF | GS | DR |
| ------------ | ---- | - | - | - | - | -- | -- | -- |
| 1. Frosinone | 6    | 2 | 2 | 0 | 0 | 3  | 0  | +3 |
| 2. Cassino   | 3    | 2 | 1 | 0 | 1 | 1  | 1  | +0 |
| 3. Ceccano   | 0    | 2 | 0 | 0 | 2 | 0  | 3  | -3 |

| 27 agosto 2000 | Cassino | 0 – 1 | Frosinone |  |

| 13 settembre 2000 | Ceccano | 0 – 1 | Cassino |  |

| 27 settembre 2000 | Frosinone | 2 – 0 | Ceccano |  |

#### Gruppo 26
| Squadra        | P.ti | G | V | N | P | GF | GS | DR |
| -------------- | ---- | - | - | - | - | -- | -- | -- |
| 1. Internapoli | 4    | 2 | 1 | 1 | 0 | 5  | 2  | +3 |
| 2. Casertana   | 2    | 2 | 0 | 2 | 0 | 2  | 2  | +0 |
| 3. Marcianise  | 1    | 2 | 0 | 1 | 1 | 0  | 3  | -3 |

| 27 agosto 2000 | Casertana | 2 – 2 | Internapoli |  |

| 14 settembre 2000 | Marcianise | 0 – 0 | Casertana |  |

| 27 settembre 2000 | Internapoli | 3 – 0 | Marcianise |  |

#### Gruppo 27
| Squadra           | P.ti | G | V | N | P | GF | GS | DR |
| ----------------- | ---- | - | - | - | - | -- | -- | -- |
| 1. Ercolanese     | 3    | 2 | 1 | 0 | 1 | 3  | 2  | +1 |
| 2. Scafatese      | 3    | 2 | 1 | 0 | 1 | 1  | 2  | -1 |
| 3. Nuovo Terzigno | 3    | 2 | 1 | 0 | 1 | 1  | 3  | -2 |

| 27 agosto 2000 | Scafatese | 1 – 0 | Nuovo Terzigno |  |

| 13 settembre 2000 | Nuovo Terzigno | 2 – 1 | Ercolanese |  |

| 27 settembre 2000 | Ercolanese | 2 – 0 | Scafatese |  |

#### Gruppo 28
| Squadra          | P.ti | G | V | N | P | GF | GS | DR |
| ---------------- | ---- | - | - | - | - | -- | -- | -- |
| 1. Paganese      | 6    | 2 | 2 | 0 | 0 | 4  | 1  | +3 |
| 2. Battipagliese | 1    | 2 | 0 | 1 | 1 | 1  | 2  | -1 |
| 3. Sorrento      | 1    | 2 | 0 | 1 | 1 | 0  | 2  | -2 |

| 27 agosto 2000 | Battipagliese | 1 – 2 | Paganese |  |

| 13 settembre 2000 | Sorrento | 0 – 0 | Battipagliese |  |

| 27 settembre 2000 | Paganese | 2 – 0 | Sorrento |  |

#### Gruppo 29
| Squadra           | P.ti | G | V | N | P | GF | GS | DR |
| ----------------- | ---- | - | - | - | - | -- | -- | -- |
| 1. Palmese        | 4    | 2 | 1 | 1 | 0 | 4  | 2  | +2 |
| 2. Sangiuseppese  | 2    | 2 | 0 | 2 | 0 | 2  | 2  | +0 |
| 3. Viribus Unitis | 1    | 2 | 0 | 1 | 1 | 2  | 4  | -2 |

| 27 agosto 2000 | Palmese | 1 – 1 | Sangiuseppese |  |

| 13 settembre 2000 | Viribus Unitis | 1 – 3 | Palmese |  |

| 27 settembre 2000 | Sangiuseppese | 1 – 1 | Viribus Unitis |  |

#### Gruppo 30
| Squadra               | P.ti | G | V | N | P | GF | GS | DR |
| --------------------- | ---- | - | - | - | - | -- | -- | -- |
| 1. Martina            | 3    | 2 | 1 | 0 | 1 | 3  | 2  | +1 |
| 2. Ostuni             | 3    | 2 | 1 | 0 | 1 | 2  | 2  | +0 |
| 3. Virtus Locorotondo | 3    | 2 | 1 | 0 | 1 | 1  | 2  | -1 |

| 27 agosto 2000 | Virtus Locorotondo | 1 – 0 | Ostuni |  |

| 13 settembre 2000 | Ostuni | 2 – 1 | Martina |  |

| 27 settembre 2000 | Martina | 2 – 0 | Virtus Locorotondo |  |

#### Gruppo 31
| Squadra                  | P.ti | G | V | N | P | GF | GS | DR |
| ------------------------ | ---- | - | - | - | - | -- | -- | -- |
| 1. Acri                  | 4    | 2 | 1 | 1 | 0 | 3  | 2  | +1 |
| 2. Corigliano Schiavonea | 2    | 2 | 0 | 2 | 0 | 2  | 2  | +0 |
| 3. Ruggiero di Lauria    | 1    | 2 | 0 | 1 | 1 | 2  | 3  | -1 |

| 27 agosto 2000 | Corigliano Schiavonea | 1 – 1 | Acri |  |

| 13 settembre 2000 | Ruggiero di Lauria | 1 – 1 | Corigliano Schiavonea |  |

| 27 settembre 2000 | Acri | 2 – 1 | Ruggiero di Lauria |  |

#### Gruppo 32
| Squadra         | P.ti | G | V | N | P | GF | GS | DR |
| --------------- | ---- | - | - | - | - | -- | -- | -- |
| 1. Sciacca      | 6    | 2 | 2 | 0 | 0 | 5  | 2  | +3 |
| 2. Gattopardo   | 1    | 2 | 0 | 1 | 1 | 2  | 3  | -1 |
| 3. Sancataldese | 1    | 2 | 0 | 1 | 1 | 2  | 4  | -2 |

| 27 agosto 2000 | Gattopardo | 1 – 1 | Sancataldese |  |

| 13 settembre 2000 | Sciacca | 2 – 1 | Gattopardo |  |

| 27 settembre 2000 | Sancataldese | 1 – 3 | Sciacca |  |

#### Gruppo 33
| Squadra     | P.ti | G | V | N | P | GF | GS | DR |
| ----------- | ---- | - | - | - | - | -- | -- | -- |
| 1. Tempio   | 4    | 2 | 1 | 1 | 0 | 1  | 0  | +1 |
| 2. Tavolara | 3    | 2 | 1 | 0 | 1 | 2  | 2  | +0 |
| 3. Olbia    | 1    | 2 | 0 | 1 | 1 | 1  | 2  | -1 |

| 27 agosto 2000 | Tempio | 1 – 0 | Tavolara |  |

| 13 settembre 2000 | Tavolara | 2 – 1 | Olbia |  |

| 27 settembre 2000 | Olbia | 0 – 0 | Tempio |  |

#### Gruppo 34
| Squadra         | P.ti | G | V | N | P | GF | GS | DR |
| --------------- | ---- | - | - | - | - | -- | -- | -- |
| 1. Villacidrese | 4    | 2 | 1 | 1 | 0 | 1  | 0  | +1 |
| 2. Arbus        | 3    | 2 | 1 | 0 | 1 | 3  | 3  | +0 |
| 3. Selargius    | 1    | 2 | 0 | 1 | 1 | 2  | 3  | -1 |

| 27 agosto 2000 | Villacidrese | 1 – 0 | Arbus |  |

| 13 settembre 2000 | Arbus | 3 – 2 | Selargius |  |

| 27 settembre 2000 | Selargius | 0 – 0 | Villacidrese |  |

### Trentaduesimi di finale
| Squadra 1                                | Totale | Squadra 2           | Andata | Ritorno |
| ---------------------------------------- | ------ | ------------------- | ------ | ------- |
| andata (18/10/2000) ritorno (01/11/2000) |        |                     |        |         |
| Rivoli                                   | 2 - 1  | Bra                 | 1 - 1  | 1 - 0   |
| Gravellona                               | 1 - 3  | Ivrea               | 1 - 0  | 0 - 3   |
| Pavia                                    | 2 - 3  | Casale              | 1 - 0  | 1 - 3   |
| Sanremese                                | 3 - 5  | Savona              | 1 - 1  | 2 - 4   |
| Romanese                                 | 1 - 3  | Bergamasca          | 1 - 1  | 0 - 2   |
| Fanfulla                                 | 5 - 4  | Seregno             | 3 - 2  | 2 - 2   |
| Santa Lucia                              | 3 - 3  | Thiene              | 2 - 2  | 1 - 1   |
| Trento                                   | 1 - 1  | Luparense           | 1 - 1  | 0 - 0   |
| Pievigina                                | 5 - 3  | Itala San Marco     | 2 - 0  | 3 - 3   |
| Adriese                                  | 3 - 4  | Portogruaro         | 2 - 0  | 1 - 4   |
| Pizzighettone                            | 1 - 4  | Poggese             | 1 - 1  | 0 - 3   |
| Bagnolese                                | 2 - 4  | Virtus Castelfranco | 2 - 2  | 0 - 2   |
| Forlì                                    | 1 - 4  | Mezzolara           | 1 - 3  | 0 - 1   |
| Altotevere                               | 3 - 3  | Riccione            | 2 - 0  | 1 - 3   |
| Versilia                                 | 5 - 2  | Cerretese           | 4 - 0  | 1 - 2   |
| Jesi                                     | 7 - 1  | Tolentino           | 3 - 0  | 4 - 1   |
| Poggibonsi                               | 5 - 3  | Grosseto            | 3 - 3  | 2 - 0   |
| Castelfiorentino                         | 1 - 3  | Fortis Juventus     | 0 - 1  | 1 - 2   |
| Todi                                     | 7 - 1  | Cesi                | 4 - 1  | 3 - 0   |
| Sambenedettese                           | 2 - 2  | Isernia             | 1 - 0  | 1 - 2   |
| Latina                                   | 3 - 1  | Astrea              | 3 - 1  | 0 - 0   |
| Frosinone                                | 4 - 3  | Tivoli              | 3 - 0  | 1 - 3   |
| Ercolanese                               | 2 - 1  | Internapoli         | 1 - 1  | 1 - 0   |
| Paganese                                 | 6 - 5  | Palmese             | 4 - 1  | 2 - 4   |
| Tempio                                   | 1 - 3  | Villacidrese        | 0 - 1  | 1 - 2   |
| Manfredonia                              | 2 - 2  | Barletta            | 0 - 0  | 2 - 2   |
| Altamura                                 | 0 - 5  | Martina             | 0 - 0  | 0 - 5   |
| Taurisano                                | 2 - 5  | Brindisi            | 0 - 3  | 2 - 2   |
| Acri                                     | 4 - 8  | Potenza             | 4 - 4  | 0 - 4   |
| Vigor Lamezia                            | 4 - 2  | Siderno             | 2 - 1  | 2 - 1   |
| Paternò                                  | 4 - 2  | Orlandina           | 2 - 2  | 2 - 0   |
| Ragusa                                   | 1 - 2  | Sciacca             | 1 - 1  | 0 - 1   |

### Sedicesimi di finale
| Squadra 1                                | Totale | Squadra 2           | Andata | Ritorno        |
| ---------------------------------------- | ------ | ------------------- | ------ | -------------- |
| andata (15/11/2000) ritorno (29/11/2000) |        |                     |        |                |
| Savona                                   | 4 - 4  | Rivoli              | 2 - 1  | 2 - 3          |
| Casale                                   | 1 - 3  | Ivrea               | 0 - 1  | 1 - 2          |
| Poggese                                  | 1 - 0  | Bergamasca          | 1 - 0  | 0 - 0          |
| Mezzolara                                | 6 - 3  | Virtus Castelfranco | 4 - 1  | 2 - 2          |
| Luparense                                | 2 - 2  | Thiene              | 0 - 1  | 2 - 1          |
| Portogruaro                              | 1 - 5  | Pievigina           | 0 - 2  | 1 - 3          |
| Fortis Juventus                          | 0 - 6  | Versilia            | 0 - 3  | 0 - 3          |
| Todi                                     | 4 - 3  | Poggibonsi          | 2 - 1  | 2 - 2          |
| Altotevere                               | 2 - 4  | Jesi                | 1 - 1  | 1 - 3          |
| Villacidrese                             | 2 - 2  | Fanfulla            | 1 - 1  | 1 - 1(3-5 dcr) |
| Latina                                   | 2 - 2  | Frosinone           | 1 - 1  | 1 - 1(6-7 dcr) |
| Ercolanese                               | 2 - 2  | Paganese            | 1 - 1  | 1 - 1(5-4 dcr) |
| Sambenedettese                           | 1 - 2  | Manfredonia         | 0 - 0  | 1 - 2          |
| Martina                                  | 1 - 0  | Brindisi            | 0 - 0  | 1 - 0          |
| Potenza                                  | 6 - 2  | Vigor Lamezia       | 6 - 0  | 0 - 2          |
| Sciacca                                  | 8 - 2  | Paternò             | 4 - 0  | 4 - 2          |

### Ottavi di finale
| Squadra 1                                | Totale | Squadra 2  | Andata | Ritorno |
| ---------------------------------------- | ------ | ---------- | ------ | ------- |
| andata (13/12/2000) ritorno (17/01/2001) |        |            |        |         |
| Ivrea                                    | 2 - 4  | Savona     | 1 - 4  | 1 - 0   |
| Pievigina                                | 3 - 2  | Luparense  | 0 - 0  | 3 - 2   |
| Fanfulla                                 | 3 - 0  | Poggese    | 3 - 0  | 0 - 0   |
| Virtus Castelfranco                      | 1 - 2  | Versilia   | 1 - 2  | 0 - 0   |
| Jesi                                     | 5 - 7  | Todi       | 2 - 4  | 3 - 3   |
| Frosinone                                | 4 - 1  | Ercolanese | 3 - 1  | 1 - 0   |
| Manfredonia                              | 3 - 4  | Martina    | 2 - 3  | 1 - 1   |
| Sciacca                                  | 5 - 5  | Potenza    | 4 - 2  | 1 - 3   |

### Quarti di finale
| Squadra 1                                | Totale | Squadra 2 | Andata | Ritorno |
| ---------------------------------------- | ------ | --------- | ------ | ------- |
| andata (31/01/2001) ritorno (14/02/2001) |        |           |        |         |
| Savona                                   | 6 - 3  | Versilia  | 4 - 0  | 2 - 3   |
| Pievigina                                | 3 - 4  | Fanfulla  | 2 - 3  | 1 - 1   |
| Todi                                     | 2 - 1  | Frosinone | 1 - 1  | 1 - 0   |
| Potenza                                  | 2 - 9  | Martina   | 1 - 4  | 1 - 5   |

### Semifinali
| Squadra 1                                | Totale | Squadra 2 | Andata | Ritorno |
| ---------------------------------------- | ------ | --------- | ------ | ------- |
| andata (28/02/2001) ritorno (14/03/2001) |        |           |        |         |
| Fanfulla                                 | 3 - 2  | Savona    | 1 - 1  | 2 - 1   |
| Martina                                  | 4 - 5  | Todi      | 2 - 2  | 2 - 3   |

### Finale
| Squadra 1 | Totale | Squadra 2 | Andata     | Ritorno    |
| --------- | ------ | --------- | ---------- | ---------- |
|           |        |           | 11.04.2001 | 25.04.2001 |
| Todi      | 2 - 1  | Fanfulla  | 2 - 0      | 0 - 1      |

| Arbitro: | Damato (Barletta) |

| |            | |
| Tarpani 13’ Baffoni 21’ | Marcatori  | |
| Riommi Baffoni Storti Porrozzi Marzocchi Palazzoni (76' Colantonio) Stò (62' Pierini) Ciucarelli (66' Theodoro) Carrettucci D’Antimi Tarpani | Formazioni | Bombelli Granata Lanfredi Rubinacci Castoldi (64' Zadra) Gambuto Tonelli (78' Sconfietti) Greco (57' Mello) Lupo Riccadonna Guarnieri |
| Poponi | Allenatori | Verdelli |

| Arbitro: | Stefanini (Prato) |

| |            | |
| Guarnieri 44’ | Marcatori  | |
| Bombelli Granata Lanfredi Rubinacci (64' Zadra) Castoldi Gambuto (78' Sconfietti) Tonelli (57' Mello) Greco Lupo Riccadonna Guarnieri | Formazioni | Riommi Baffoni (46' Colantonio) Storti Marzocchi Carli Palazzoni D’Antimi Stò Theodoro (46' Candelori, 63' Bellucci) Pierini Tarpani |
| Verdelli | Allenatori | Poponi |